# Los Migues
Los Migues fue un proyecto de punk rock originario de Buenos Aires, Argentina. Fue creado en el año 2006.  Es el proyecto solista de José Miguel del Pópolo; quien es también líder de la banda La Ola que quería ser Chau desde 2008. Ha editado hasta 2017, una gran cantidad de discos, splits, EP, simples y demás compilaciones de forma independiente.
Los Migues es el proyecto solista de José Miguel «Migue» Del Pópolo en paralelo a la agrupación de punk pop, La Ola que quería ser Chau. 
Tras ser denunciado por abuso sexual en abril de 2016 del Pópolo se alejó de los escenarios y a comienzos de 2017 hizo un anuncio en donde manifiésta su inocencia y la continuación de La Ola que quería ser Chau y Los Migues.
El 12 de noviembre de 2024 fue condenado a 27 años de prisión por violación con acceso carnal agravado a cuatro mujeres. 

## Miembros
- José Miguel del Pópolo: Multi-instrumentista

## Discografía

### Álbumes
- Pero a sus hermanos menores les fascinará (2009)
- Adán en el día de la madre (2009)
- La del medio está buena (2010)
- Haciendo dedo (2010)
- Cambiale el agua a los pancho (2012)
- Una peluca y una guitarra (2012)
- La vida eterna y el gol en contra (Demos Matarex) (2013)
- No está muerto quien menea (2014)
- HOP! HOP! (2014)
- Si te digo te miento (2015)
- Me odio y quiero pastel (2016)
- Guitarra Rota Viajera (2017)
- Casi Gracioso (2017)
- Vivamos Responsablemente (2017)
- Mi Sol en Extinción (2017)
- Primavera Valiente (2017)
- Líneas de Expresión (2018)
- Hippie (2019)
- Defectos Especiales (2020)
- Cometí el error de pensar que el Hoy era un ensayo para el Mañana (2020)
- Dicho & Hecho (2020)
- Poéticamente Correcto (2020)
- No soy vos, soy yo (2022)
- p i c a d o (2023)

### EP
- Nuestros ídolos (2009)
- Cuide sus pertenencias (2010)
- Diez y ocho (2010)
- Hoy no trabajo (2010)
- Perdiendo pelo (2010)
- Niño Dios (2010)
- Ti amo bochini (2011)
- Mi ser humana favorita (2011)
- Vive a lo loco que lo bueno dura poco (2014)
- Gracias mami por mí (2014)
- Intentos fallidos (2015)
- Arriba de la mesa (2015)
- Hijo perdido (2015)
- Es caviar (2016)
- Hasta que lleguemos al Sol (2017)
- Algo viejo (2019)
- Mi pequeña mente (2020)
- t r e s (2021)
- Club de Amigos del Caos (2021)
- pablo & pachu (2022)
- perdidos ya (VOL.1) (2023)
- perdidos ya (VOL.2) (2024)

### Simples
- La canción del mundial (2010)
- A vos no te importa nadie (2010)
- Canción vómito (2010)
- ¡Pero que belleza! (2011)
- Iti nos vino a ver (P.F.A) (2011)
- Bombacha deportiva (2014)
- Lagrimas de robot (2014)
- Princesita solar (2015)
- Policías hablando de la luna (2015)
- Manche el barbijo con vino (2020)
- Urgente (2020)
- Caigo Parado (2022)
- Jugada Peligrosa (2022)

### Compilaciones
- DROOPY (Lados V) (2009)
- Ladri puto! (Raresas & mala onda) (2010)
- Tocando en «Beto feria americana» (2011)
- BASURITAS Vol.1 (2011)
- Hablando mal y pronto (Grandes éxitos) (2013)
- El club del sacrificio mal pago - Vol. 1 [Grabaciones 2006-2008] (2013)
- Una que no sepa nadie (Tributo a Los Migues & La Ola Que Quería Ser Chau) (2013)
- El club del sacrificio mal pago - Vol.2 [Grabaciones 2006-2008] (2013)
- Agua Bendita [Bonus Tracks] (2014)
- Las Voces Románticas de Sudamerica (SPLIT con Jimmy Dorothy) (2014)
- BASURITAS Vol.2 (2015)
- GRANDES ÉXITOS 2014 (2015)
- Vivimos Lejos (SPLIT con Ignacio del Pórtico) (2015)
- Acustico en Parque Centenario (Los Migues + Ignacio del Portico + Mr Mön) (2015)
- Ensayo en Río Negro [Los Migues & La Impotencia del Niño] (2015)
- Ya ni se Yo ni se Ya (2017)
- 69 [The Ultimate Evil Recordings # 2006-2016] (2019)